# Jujja Wieslander
Jujja Hjördis Elisabeth Wieslander, född Bergkvist den 12 juni 1944 i Stockholm, är en svensk barnboksförfattare och ledamot av Svenska barnboksakademin.
Wieslander är främst känd för böckerna om Mamma Mu och Kråkan som hon skrev tillsammans med maken Tomas Wieslander. Wieslander var tidigare verksam i Vardagsgruppen.

## Diskografi
se Vardagsgruppen